# Хмелеграб звичайний
Хмелеграб звичайний (Ostrya carpinifolia) — вид дерев родини березових (Betulaceae).

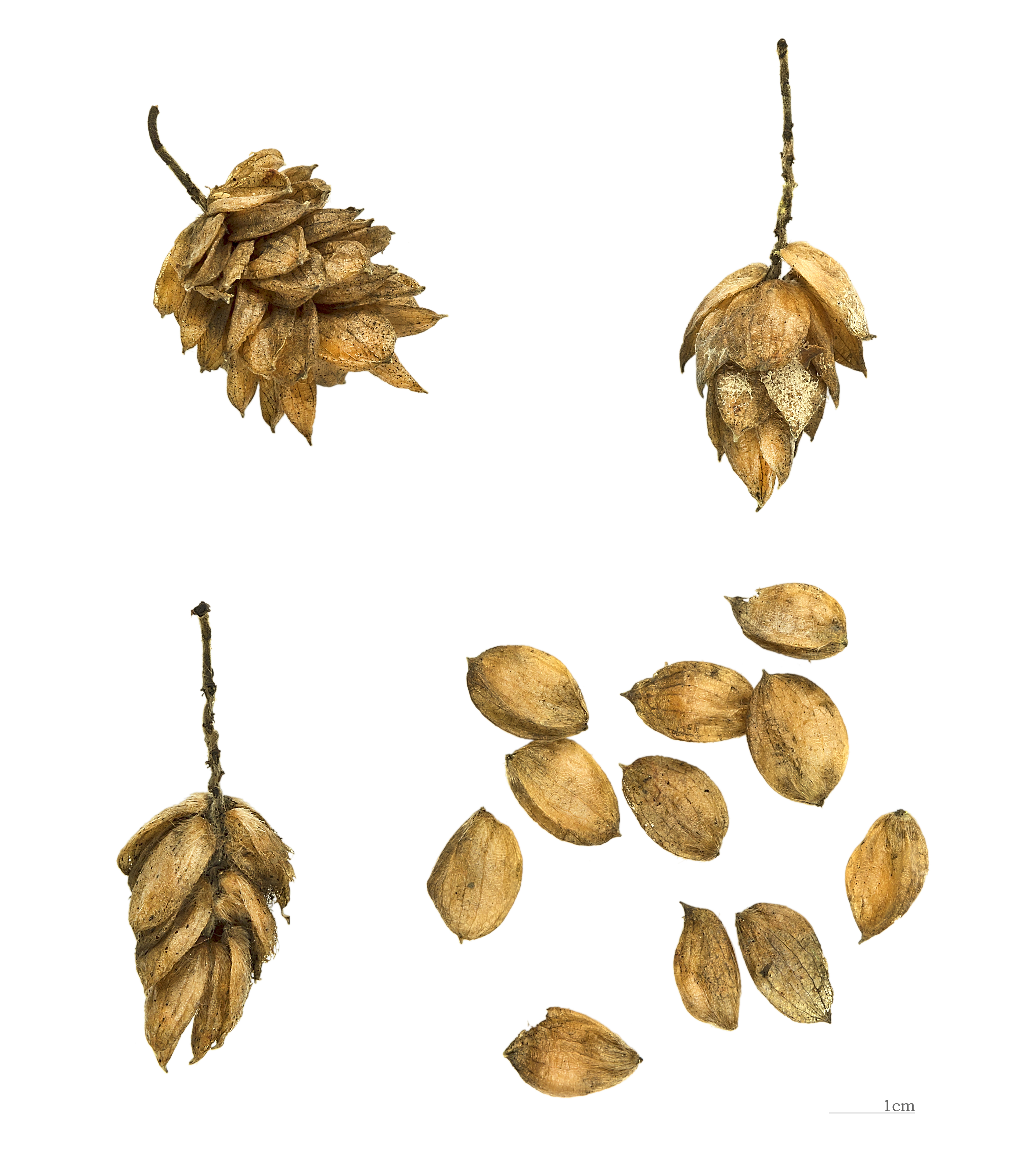
Плоди Ostrya carpinifolia

## Поширення
Вид поширений в Південній Європі, Туреччині, Сирії, Лівані та на Кавказі. Росте у гірських відкритих лісах та скрабах середземноморського типу.

## Опис
Широколистяне дерево, яке може виростати до 24 метрів. Має конусоподібну або неправильну крону, лускату і грубу кору, чергові та двозубі березоподібні листки, завдовжки 3–10 см. Квітки з'являються навесні. Чоловічі сережки 5–10 см завдовжки, жіночі сережки 2–5 см завдовжки. Плоди звисають у гронах 3–8 см завдовжки з 6–20 насінинами. Насіння 2–4 мм завдовжки.